# Viral Hit
Viral Hit (hangul: 싸움독학; rr: Ssaumdokak, em japonês:  喧嘩独学, transl. Kenka Dokugaku, lit. "Como lutar") é um manhwa sul-coreano publicado como webtoon, escrito por Taejun Pak e ilustrado por Kim Junghyun. Começou a ser serializado pela plataforma digital Webtoon, da Naver Corporation, em novembro de 2019. Seus capítulos foram compilados em nove volumes até maio de 2024. No Japão, foi publicado pela Line Manga desde abril de 2020, e em língua inglesa pela mesma plataforma desde outubro de 2022. Uma adaptação em anime para televisão, produzida pelo estúdio Okuruto Noboru, foi ao ar em 2024 no bloco +Ultra da Fuji TV.

## Meios de comunicação

### Anime
Uma adaptação em anime para televisão foi anunciada em 10 de fevereiro de 2024. A série foi produzida por Okuruto Noboru e dirigida por Masakazu Hishida, com roteiros de Toshiya Ono, design de personagens por Satomi Miyazaki e trilha sonora composta por Yutaka Yamada. A estreia ocorreu em 11 de abril de 2024 no bloco +Ultra da Fuji TV e foi transmitida até 27 de junho de 2024, totalizando 12 episódios. A Crunchyroll licenciou e transmitiu a série internacionalmente.